# Thrombolyse
Die Thrombolyse (v. griech. thrombus „Blutpfropf“, lyse „Auflösung“) – im medizinischen Jargon Lysetherapie oder kurz Lyse genannt – ist eine medizinische Therapie, um neu durch Gerinnsel aufgetretene Verschlüsse von Blutgefäßen aufzulösen.
Das Verfahren kann zur Behandlung des Herzinfarkts (Myokardinfarkt), der Lungenembolie, des ischämischen Schlaganfalls und auch schon bei einer festgestellten, diese potentiell verursachenden Thrombose eingesetzt werden. Die eingesetzten Stoffe werden als Thrombolytika (Einzahl: Thrombolytikum) bezeichnet und aktivieren Plasmin, ein Enzym der körpereigenen Fibrinspaltung (Fibrinolyse).

## Pathophysiologie
Herzinfarkt, Lungenembolie und ischämischer Schlaganfall können durch Blutgerinnsel (Thromben oder Embolien) ausgelöst werden, die die Blutgefäße der betroffenen Organe (Herz oder Gehirn) verschließen. Folge dieses Verschlusses ist, dass das von dem Gefäß versorgte Gebiet nicht mehr von Blut durchströmt werden kann und damit von einem Infarkt bedroht ist. Eine relevante Lungenembolie führt darüber hinaus aufgrund mangelnden Rückstroms von Blut zum Herzen zu einem akuten Herzversagen.

## Anwendung
Zur Lyse eingesetzte Medikamente bestehen aus Enzymen, die diesen Thrombus bzw. Embolus abbauen können, oder aus Stoffen, die ein körpereigenes Abbauenzym (Plasminogen) aktivieren und somit die Blutbahn wieder frei halten. Es kann intravenös als systemische Lyse und in speziellen Fällen über einen Katheter intraarteriell als lokale Lyse verabreicht werden. Je früher lysiert wird, desto größer die Erfolgschancen. Bei kreislaufinstabilen Patienten mit Lungenembolien kann bereits der Notarzt mit der Thrombolyse beginnen. Dies ist ebenfalls bei Herzinfarkten der Fall, falls ein Herzkatheterzentrum nicht zeitnah (binnen 90 bis 120 Minuten) erreichbar ist. Neue Studien verkürzen die Zeit noch weiter, die Fibrinolyse ist eine gute Alternative zur perkutanen transluminalen koronaren Intervention (PCI), wenn die Symptome des Herzinfarktes (STEMI) vor maximal drei Stunden begonnen haben und der Transport in ein Krankenhaus länger als eine Stunde dauern würde.
Wird ein bestimmter Zeitraum überschritten, überwiegen die Gefahren den Nutzen, da das Gewebe bereits nekrotisiert sein kann. Der Einsatz von rt-PA beim akuten ischämischen Schlaganfall ist bis 4,5 Stunden nach Symptombeginn zugelassen, unter bestimmten Voraussetzungen kann die Therapie bis zu 9 Stunden nach Erkrankungsbeginn zum Einsatz kommen. Bei Patienten mit Herzinfarkt sind es sechs Stunden, nach deren Ablauf eine Thrombolyse meist keinen Nutzen mehr erzielt.

## Nebenwirkungen
Da mit der Therapie auch nützliche Blutgerinnungen aufgelöst bzw. verhindert werden, besteht für den Patienten die Gefahr von ernsten Komplikationen durch Blutungen. Als eine der schwersten Nebenwirkungen kann mit einer Häufigkeit von etwa 1 % eine Hirnblutung auftreten.
Beim Herzinfarkt kann es auch nach einer erfolgreich durchgeführten Thrombolysetherapie zu Rhythmusstörungen kommen. Aus diesen Gründen muss ein Patient auch nach der Lysetherapie engmaschig überwacht werden.

## Eingesetzte Wirkstoffe – Fibrinolytika
Zur Anwendung gelangen entweder als sogenannte unspezifische Thrombolytika die (älteren) Enzyme Streptokinase oder Urokinase oder die gentechnologisch hergestellten sogenannten „modernen fibrinspezifischen Thrombolytika“ wie Alteplase (rt-PA), Reteplase (r-PA) oder Tenecteplase (TNK-tPA).

## Kontraindikationen
Die Kontraindikationen zur Lysetherapie müssen im Rahmen einer Nutzen-Risiko-Abwägung und im Hinblick auf alternative therapeutische Methoden (interventionelle Verfahren) betrachtet werden.
Generell gelten eine akute Blutung oder Gerinnungsstörung mit Thrombozytopenie oder unter oraler Antikoagulation, eine größere Verletzung oder Operation in den letzten drei Monaten, Tumoren, dissezierende Aortenaneurysmen sowie frühere oder der Verdacht auf akute Hirnblutungen und Schlaganfälle sowie die Punktion einer großen Arterie oder Lumbalpunktion als Kontraindikationen. Bei Verdacht auf Schlaganfall soll deshalb sofort eine Computertomographie oder Kernspintomographie des Schädels durchgeführt werden, um eine Blutung auszuschließen.